# Alessio Lega
Pour les articles homonymes, voir Lega.
Alessio Lega est un auteur-compositeur-interprète italien né le 26 septembre 1972 à Lecce.

## Biographie
Il commence à composer en 1985 et sa première apparition publique comme chanteur compositeur date de 1988. IL déménage à Milan en 1997 et donne des concerts dans des fêtes populaires, des bibliothèques publiques et des centres culturels. Anarchiste déclaré, il alterne, dans ses concerts, des chansons politiquement engagées avec des chansons d'amour et des œuvres de chanteurs compositeurs français comme Leo Ferré et Jacques Brel.
En 2006 il est le premier chanteur à participer à l'initiative Musique libre dans un état libre du site Bielle. Plusieurs de ses chansons peuvent être téléchargées librement de son site.
En 2012 il participe au festival international de culture anarchique de Saint Imier (Suisse).

## Discographie
- 2004 : Resistenza e amore
- 2006 : Sotto il pavé la spiaggia
- 2007 : Zollette